# Divide Peaks
Divide Peaks är en bergstopp i Antarktis. Den ligger i Sydorkneyöarna. Argentina och Storbritannien gör anspråk på området. Toppen på Divide Peaks är 640 meter över havet, eller 386 meter över den omgivande terrängen. Bredden vid basen är 3,9 km. Divide Peaks ligger på ön Coronation Island.
Terrängen runt Divide Peaks är varierad. Havet ligger nära Divide Peaks åt sydost. Trakten är obefolkad. Det finns inga samhällen i närheten. 